# Pediobius adelphae
Pediobius adelphae är en stekelart som beskrevs av Peck 1985. Pediobius adelphae ingår i släktet Pediobius och familjen finglanssteklar. Inga underarter finns listade i Catalogue of Life.